# Parque acuático Munsu

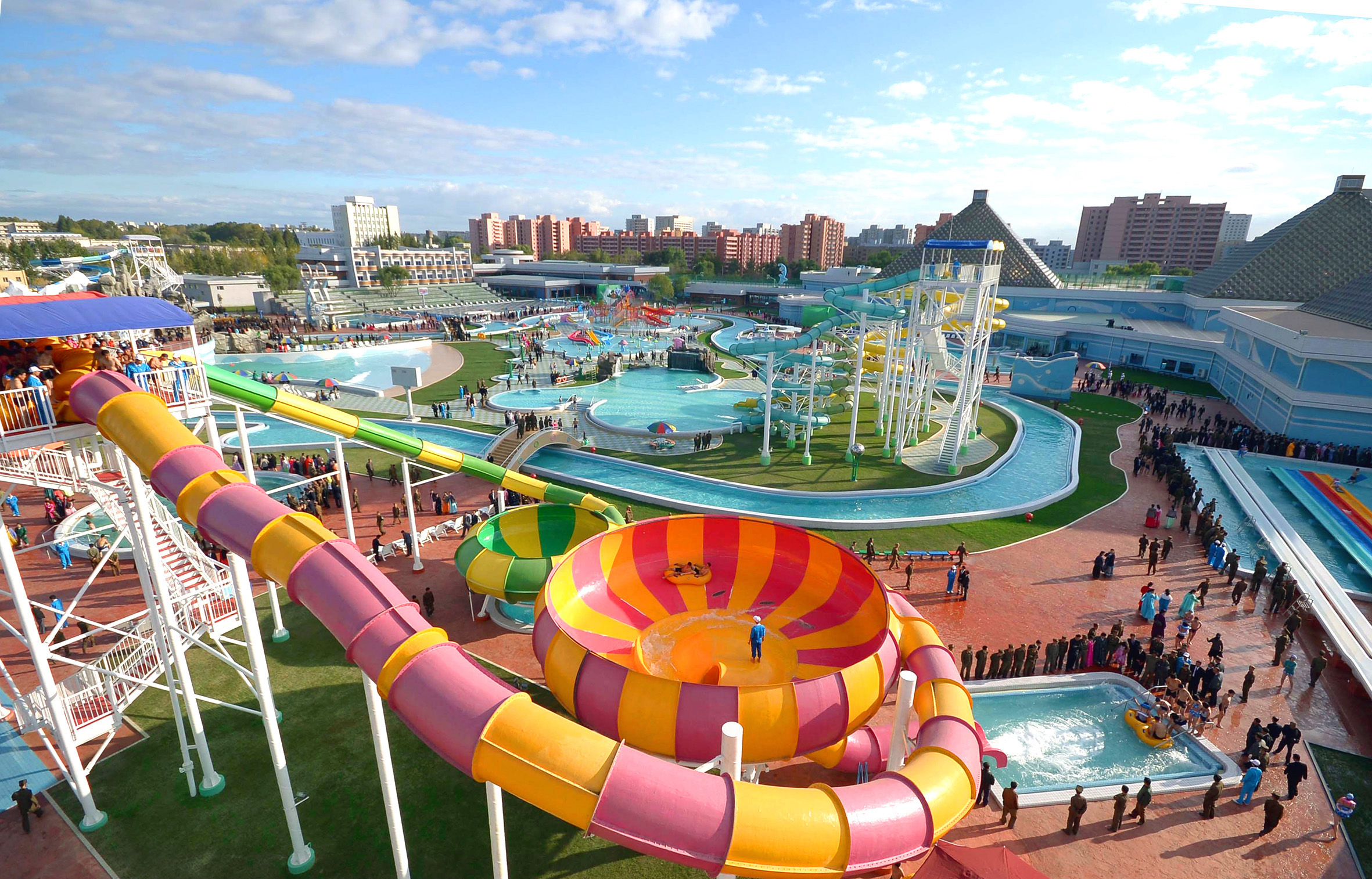
Parque acuático Munsu

El Parque acuático Munsu (en coreano: 문수물놀이장) es un parque acuático estatal ubicado en el este de Pyongyang, Corea del Norte, que se abrió al público en noviembre de 2013. El parque cubre un área de 15 hectáreas con actividades en el interior y al aire libre disponibles durante todo el año.

## Ceremonia de inauguración
La ceremonia de inauguración del parque tuvo lugar el 15 de octubre de 2013 e involucró a los jefes de las fuerzas armadas junto con altos funcionarios del gobierno. El primer ministro de Corea del Norte, Pak Pong-ju, pronunció un discurso diciendo que "el parque acuático es el edificio construido gracias al espíritu del personal de servicio del Ejército Popular de Corea de llevar a cabo con devoción cualquier proyecto y sus rasgos de lucha, ya que están listos para aplanar incluso una montaña alta en una respuesta cordial a la orden del comandante supremo".

## Instalaciones
El parque cuenta con piscinas cubiertas y al aire libre, 14 toboganes de agua, una cancha de voleibol, una cancha de baloncesto, un muro de escalada, una peluquería, así como un restaurante buffet, cafetería y bar. Una estatua de tamaño natural de Kim Jong-Il se encuentra en el vestíbulo de la piscina cubierta.

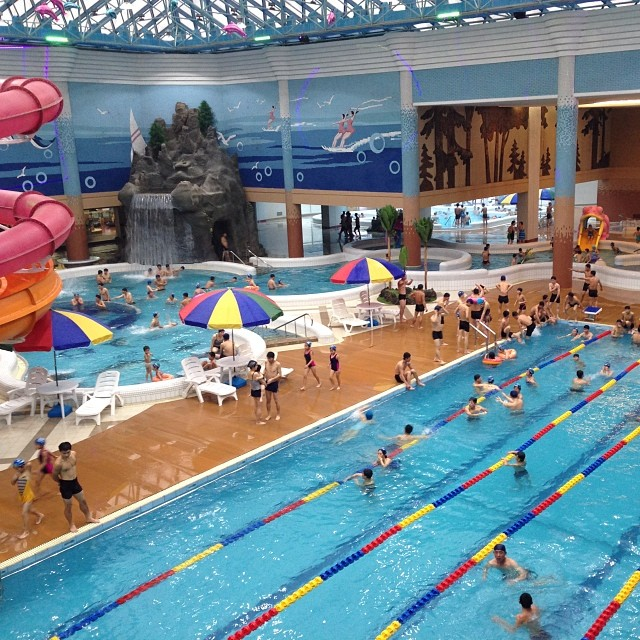
Piscinas en el parque acuático
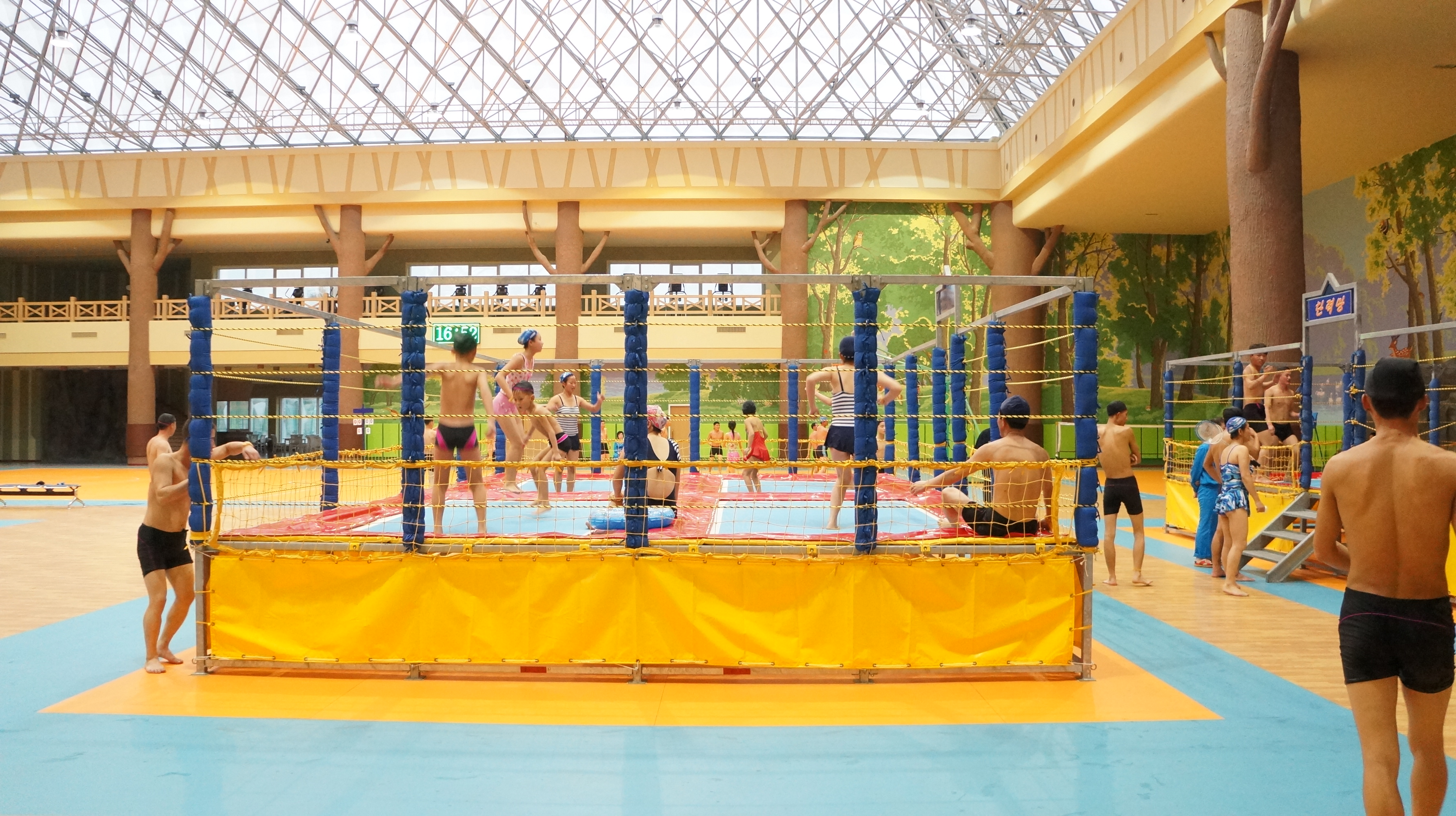
Deportes de interior
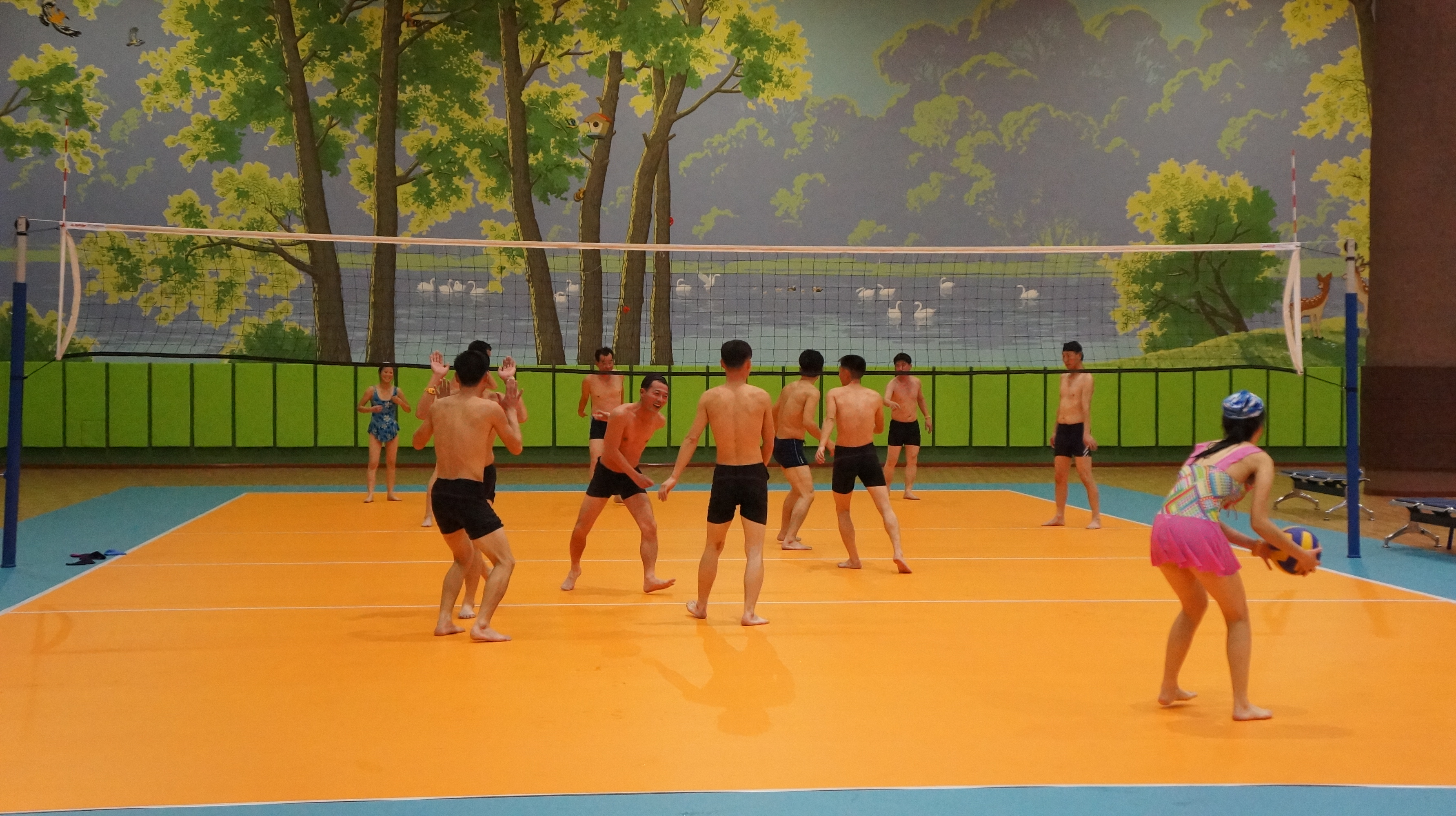
Cancha de voleibol